# Maryamiyya
La Maryamiyya o Tariqa Maryamiyya es una cofradía sufí fundada por el shaykh Isa Nureddin —Frithjof Schuon (1907-1998)— a finales de la década de 1930. Es una rama del linaje Shādhiliyya-Darqāwiyya-Alawiyya, con comunidades en Europa, América y el mundo islámico. Su doctrina se basa en lo que considera las verdades universales del esoterismo puro y su método se conforma a los elementos esenciales de la vía sufí. 

## Fundación
Frithjof Schuon nace en Basilea (Suiza alemana) en 1907. Educado como protestante antes de optar por la fe católica a los 14 años, muestra una temprana sensibilidad hacia las diversas expresiones de lo sagrado. Su padre le transmite no sólo su admiración por la sabiduría oriental, el islam y los amerindios, sino también su amor por la Virgen María.
Tiene 16 años cuando descubre los escritos de René Guénon, que iluminan y estructuran sus propias convicciones. En 1931 inicia una correspondencia con Guénon, quien le aconseja que se oriente hacia el islam y el sufismo. A finales de 1932, Schuon viaja a Mostaganem (Argelia), donde ingresa en el islam, recibe el nombre de `Īsā y pasa cerca de cuatro meses en la zauía del shaykh Ahmad al-Alawī, quien le confiere la iniciación y el nombre adicional de Nūr al-Dīn (pronunc. Nureddin).
Tres años más tarde, Schuon vuelve a Mostaganem donde, según él mismo relata, el shaykh Adda Ben Tounes, sucesor del shaykh al-Alawī, le confiere la función de muqaddam, autorizándole a iniciar a los aspirantes en la orden alawi. A su regreso a Europa, establece zauías en Suiza y Francia, donde se reúnen principalmente lectores de Guénon. Una noche de finales de 1936, Schuon se despierta con la certeza de haber sido investido con la función de maestro espiritual, de shaykh, y varios de sus allegados relatan sueños ocurridos esa misma noche que confirman esta nueva función. Como cada shaykh sufí es independiente, el grupo de Schuon se convierte en una rama autónoma de la Tariqa Alawiyya.

## Doctrina y método
Toda vía espiritual tiene una doctrina y un método. En la Maryamiyya, doctrina y método pueden resumirse en dos palabras: religio perennis (religión perenne). Esta religio no es ni una religión entre otras, ni una religión superior a las demás, sino que constituye la esencia intemporal, primordial y universal de todas las religiones; es el esoterismo quintaesencial, tanto doctrinal como metódico. Doctrinalmente, es metafísica pura —ante todo el discernimiento entre el Principio Absoluto y su manifestación— y, metódicamente, es el fundamento de la realización espiritual que consiste en la oración, la invocación, la meditación y la práctica de las virtudes. Pero, según Schuon, esta realización no puede actualizarse independientemente de una de las religiones reveladas y, aunque todas ofrecen esta posibilidad, Schuon considera que «el Islam posee una esencialidad, una simplicidad y una universalidad que lo hacen particularmente apto para transmitir una manifestación directa de la Religio perennis».
El método espiritual maryami se basa en las prácticas principales del sufismo, empezando por las cinco oraciones diarias (salāt), la invocación del Nombre Divino (dhikr Allāh) y el retiro individual (khalwa). Originalmente para sus seguidores occidentales, Schuon centra la aplicación de la ley islámica (sharía), en sus elementos esenciales y obligatorios pues considera no solo que la observancia plena de la sharía por parte de los occidentales en Occidente es poco realista, sino también, y de acuerdo con otros maestros sufíes, porque quiere hacer hincapié en el valor espiritual fundamental de la invocación del Nombre más que en la acumulación de actos meritorios. Algunas modalidades de esta flexibilización han suscitado oposición tanto dentro como fuera de la hermandad.
Schuon expone su filosofía perennialista en una veintena de libros, en los que destaca particularmente la necesidad incondicional de la oración, las virtudes, la belleza y la conciencia de las enfermedades del modernismo, que contrapone a la mentalidad tradicional, centrada en Dios. «Lo que nos distingue sobre todo —dice— de los musulmanes de nacimiento o de conversión —"psicológicamente" podríamos decir— es que nuestra mente está centrada a priori en la metafísica universal (Advaita Vedānta, Shahādah, Risālat el-Ahadiyah) y en la vía universal del Nombre Divino (japa yoga, nembutsu, dhikr, oración del corazón)».

## Desarrollo
Schuon vivió en un relativo anonimato, resistiéndose a cualquier proselitismo de su orden, cuya existencia sólo se conocía de boca en boca. A medida que sus escritos atraían a más y más buscadores, surgieron comunidades de discípulos en Europa, América del Norte y del Sur y el mundo islámico. Las dirigió desde Lausana (Suiza) entre 1941 y 1980, y desde Bloomington (Indiana, Estados Unidos) desde 1980 hasta su muerte en 1998.
Aun sin estar afiliados a su orden sufí, Schuon tuvo algunos discípulos de otras religiones que compartían la misma perspectiva perennialista y que se conformaban a los ritos y a la práctica invocatoria de su propia religión. La mayoría de ellos eran cristianos y algunos, hindúes, judíos y budistas.

## María
Schuon cuenta que en la primavera de 1965 tuvo la primera de una serie de visiones de la madre de Jesús (Maryam en árabe), de las que dan testimonio su poesía árabe, sus pinturas y su obra escrita. La considera su protectora espiritual y la de la cofradía. Hacia 1969, añade el nombre de «Maryamiyya» a la denominación de su orden, cuyo nombre completo pasa a ser Tariqa Shādhiliyya-Darqāwiyya-Alawiyya-Maryamiyya. Para él: 

... la Virgen Madre —según un simbolismo común al cristianismo y al islam— ha amamantado a sus hijos, los Profetas y los sabios, desde el principio y fuera del tiempo [...] Madre de todos los Profetas y matriz de todas las formas sagradas, tiene su lugar de honor en el islam a la vez que pertenece a priori al cristianismo; por este hecho, ella constituye una especie de vínculo entre estas dos religiones, que tienen en común el propósito de universalizar el monoteísmo de Israel. La Santísima Virgen no es sólo la personificación de determinada santidad, sino que personifica la santidad como tal: no es tal color o tal perfume, es la luz incolora y el aire puro. Se identifica en su esencia con esa Infinitud misericordiosa que, anterior a las formas [reveladas], se derrama sobre todas, las engloba todas y las reintegra todas.

## Los amerindios
Ya presente en su infancia, la admiración de Schuon por el mundo amerindio se mantiene a lo largo de toda su vida. Pasa los veranos de 1959 y 1963 con su esposa en el Oeste americano, donde establece vínculos con varios jefes tribales; la pareja es adoptada por una tribu siux lakota en 1959 y por una tribu crow en 1987.
Tras emigrar a Estados Unidos en 1980, Schuon recibe cada año la visita de Thomas Yellowtail, hombre medicina crow y jefe de la Danza del Sol. Durante sus primeras estancias en Bloomington, Yellowtail enseña al matrimonio Schuon y a algunos de sus discípulos danzas y cantos de su tribu, lo que lleva a la comunidad local a organizar de vez en cuando Indian Days.
La participación en danzas amerindias ha suscitado cierta controversia entre los Maryamis. Schuon ha explicado que se trata simplemente de pow-wows, sin ritos y por lo tanto sin interferencia con la vía sufí, que estas reuniones son opcionales, que quedan fuera de las prácticas de la Tariqa y que no responden, en definitiva, más que a afinidades individuales: «Dado que nuestra perspectiva es esencialista y, por lo tanto, universalista y primordialista, es del todo plausible que podamos tener también relaciones fraternales con el mundo de los pieles rojas, que integra la naturaleza virgen en la religión; además, puede ofrecernos —a nosotros, que vivimos en un universo malsano hecho de artificialidad, fealdad y mezquindad— una brisa refrescante de primordialidad y grandeza».
En 1991, un exdiscípulo acusa a Schuon de comportamiento reprobable durante un Indian Day. Se inicia una investigación y, tras los interrogatorios, el fiscal jefe concluye que «no hay ni una sola prueba» y desestima el caso. Pide disculpas a Schuon y la prensa local publica un artículo titulado «El caso Schuon, una parodia».

## Sucesión
En 1992, a la edad de 85 años, Schuon renuncia a su cargo de shaykh, no nombra a ningún sucesor y anuncia que el muqaddam de cada zauía es independiente y, por tanto, se convierte en khalīfa (califa), estableciendo así zauías autónomas. El propio Schuon sigue dirigiendo la comunidad de Bloomington hasta el final de su vida y aconsejando a los discípulos de otras zauías que le visitan o le escriben.